# Pothos (botanica)
Pothos L. è un genere di piante da fiore della famiglia delle Araceae (tribù Potheae). È originario della Cina, del subcontinente indiano, dell'Australia, della Nuova Guinea, del sud-est asiatico e di varie isole del Pacifico e dell'Oceano Indiano.
La comune pianta d'appartamento Epipremnum aureum, conosciuta anche come "pothos", un tempo era classificata sotto il genere Pothos.

## Tassonomia
1. Pothos armatus C.E.C.Fisch. - Kerala
2. Pothos atropurpurascens M.Hotta - Borneo
3. Pothos barberianus Schott- Borneo, Malaysia, Sumatra
4. Pothos beccarianus Engl. - Borneo
5. Pothos brassii B.L.Burtt - Queensland
6. Pothos brevistylus Engl. - Borneo
7. Pothos brevivaginatus Alderw. - Sumatra
8. Pothos chinensis (Raf.) Merr. - Cina, Tibet, Taiwan, Giappone, Isole Ryukyu, Indocina, Himalaya, India, Nepal, Bhutan
9. Pothos clavatus Engl. - Nuova Guinea
10. Pothos crassipedunculatus Sivad. & N.Mohanan - India meridionale
11. Pothos curtisii Hook.f. - Thailandia, Malaysia, Sumatra
12. Pothos cuspidatus Alderw. - Nuova Guinea occidentale
13. Pothos cylindricus C.Presl - Sabah, Sulawesi, Filippine
14. Pothos dolichophyllus Merr. - Filippine
15. Pothos dzui P.C.Boyce - Vietnam
16. Pothos englerianus (Engl.) Alderw. - Sumatra
17. Pothos falcifolius Engl. & K.Krause - Maluku, Nuova Guinea
18. Pothos gigantipes Buchet ex P.C.Boyce - Vietnam, Cambogia
19. Pothos gracillimus Engl. & K.Krause - Papua Nuova Guinea
20. Pothos grandis Buchet ex P.C.Boyce & V.D.Nguyen - Vietnam
21. Pothos hellwigii Engl. - Nuova Guinea, Isole Salomone, Arcipelago di Bismarck
22. Pothos hookeri Schott - Sri Lanka
23. Pothos inaequilaterus (C.Presl) Engl. - Filippine
24. Pothos insignis Engl. - Borneo, Palawan
25. Pothos junghuhnii de Vriese - Borneo, Giava, Sumatra
26. Pothos keralensis A.G. Pandurangan & V.J. Nair - Kerala
27. Pothos kerrii Buchet ex P.C.Boyce - Guangxi, Laos, Vietnam
28. Pothos kingii Hook.f. - Thailand, Malaysia peninsulare
29. Pothos lancifolius Hook.f. - Vietnam, Malaysia peninsulare
30. Pothos laurifolius P.C.Boyce & A.Hay - Brunei
31. Pothos leptostachyus Schott - Thailandia, Malaysia peninsulare, Borneo, Sumatra
32. Pothos longipes Schott - Queensland, New South Wales
33. Pothos longivaginatus Alderw. - Borneo
34. Pothos luzonensis (C.Presl) Schott - Luzon, Samar
35. Pothos macrocephalus Scort. ex Hook.f. - Nicobar Islands, Thailandia, Malaysia peninsulare, Sumatra
36. Pothos mirabilis Merr. - Sabah, Kalimantan Timur
37. Pothos motleyanus Schott - Kalimantan
38. Pothos oliganthus P.C.Boyce & A.Hay - Sarawak
39. Pothos ovatifolius Engl. - Malaysia peninsulare, Borneo, Sumatra, Filippine
40. Pothos oxyphyllus Miq. - Borneo, Sumatra, Giava
41. Pothos papuanus Becc. ex Engl. - Nuova Guinea, Isole Salomone
42. Pothos parvispadix Nicolson - Sri Lanka
43. Pothos philippinensis Engl. - Filippine
44. Pothos pilulifer Buchet ex P.C.Boyce - Yunnan, Guangxi, Vietnam
45. Pothos polystachyus Engl. & K.Krause - Papua Nuova Guinea
46. Pothos remotiflorus Hook. - Sri Lanka
47. Pothos repens (Lour.) Druce - Guangdong, Guangxi, Hainan, Yunnan, Laos, Vietnam
48. Pothos salicifolius Ridl. ex Burkill & Holttum
49. Pothos scandens L. - subcontinente indiano, Indocina, Malesia
50. Pothos tener (Roxb.) Wall. - Maluku, Sulawesi, Nuova Guinea, Isole Salomone, Arcipelago di Bismarck, Vanuatu
51. Pothos thomsonianus Schott - India meridionale
52. Pothos touranensis Gagnep. - Vietnam
53. Pothos versteegii Engl. - Nuova Guinea
54. Pothos volans P.C.Boyce & A.Hay - Brunei, Sarawak
55. Pothos zippelii Schott - Maluku, Nuova Guinea, Isole Salomone, Arcipelago di Bismarck